# Charlie (chanteuse)
Pour les articles homonymes, voir Charlie.
Charlie (née Emilie Charbonnier) est une auteure-compositrice-interprète française, née à Lyon, essentiellement connue pour son duo avec Fabrice Mauss, Je recherche.

## Biographie
Charlie est une chanteuse française originaire de Lyon.  En 2007 elle a participé au plus grand succès du groupe Mauss en chantant en duo avec Fabrice Mauss le titre : Je recherche. Le titre se classe alors 31e au top 50 en France.
Charlie a sorti son premier album de 12 titres en 2009 (album éponyme) avec le label indépendant At(h)ome.
Le 7 avril 2014 elle présente son second album toujours chez At(h)ome, intitulé les fleurs sauvages, écrit en collaboration et réalisé par Emmanuel Da Silva.

## Discographie

### Albums

#### Charlie - (2009)
| No  | Titre                                    | Auteur        | Durée |
| --- | ---------------------------------------- | ------------- | ----- |
| 1.  | Le sapin                                 | Fabrice Mauss | 3:11  |
| 2.  | Je recherche (en duo avec Fabrice Mauss) | Fabrice Mauss | 3:44  |
| 3.  | Ema                                      | Charlie       | 3:52  |
| 4.  | Menteur                                  | Charlie       | 4:14  |
| 5.  | Les amoureux de passage                  | Charlie       | 3:19  |
| 6.  | Les ailes du Bon Dieu                    | Charlie       | 3:27  |
| 7.  | Angel                                    | Charlie       | 4:47  |
| 8.  | Écoute moi rire                          | Charlie       | 3:10  |
| 9.  | Dans les nuages                          | Charlie       | 3:26  |
| 10. | Viens                                    | Charlie       | 3:32  |
| 11. | Le Dîner                                 | Charlie       | 3:36  |
| 12. | Comme on parle                           | Charlie       | 4:15  |

#### Les fleurs sauvages - (2014)
| No  | Titre                                            | Auteur                     | Durée |
| --- | ------------------------------------------------ | -------------------------- | ----- |
| 1.  | Chercheur d'or                                   | Emmanuel Da Silva          | 3:09  |
| 2.  | Sans commentaire (en duo avec Emmanuel Da Silva) | Emmanuel Da Silva          | 2:44  |
| 3.  | Le naufrage                                      | Charlie, Emmanuel Da Silva | 3:27  |
| 4.  | Tout ce qui brille                               | Charlie                    | 2:37  |
| 5.  | Les vents                                        | Charlie                    | 3:11  |
| 6.  | Bleu                                             | Emmanuel Da Silva          | 3:26  |
| 7.  | Si seulement si                                  | Emmanuel Da Silva          | 3:03  |
| 8.  | Les grands espaces                               | Charlie                    | 2:54  |
| 9.  | Les pluies                                       | Charlie, Emmanuel Da Silva | 2:39  |
| 10. | Les fleurs sauvages                              | Charlie                    | 4:16  |

## Récompenses
- Prix du tremplin "les Nouv'Elles" Musik'Elles (Meaux 2008)[2],[3],[4].